# Албедо
Албедо (лат.: белина) је број који показује колико се светлости рефлектује с површине неког тела, однос одражене светлости према светлости која је пала на тело. Потпуно бело тело одразило би сву светлост и имало албедо једнак један, а апсолутно црно тело не би одразило ништа и имало би албедо једнак нули. У астрономији се одређује албедо планета, сателита, планетоида и друго. Осим ако је дат за специфичну таласну дужину (спектрални албедо), албедо се односи на читав спектар сунчевог зрачења. Албедо Месеца износи 0,07 (Месец одбија 7% светлости која на њега падне са Сунца). Међу планетима највећи албедо има Венера (0,65), а најмањи Меркур (0,11). Највећи албедо у Сунчевом систему има Сатурнов природни сателит Енкелад (0,99). Генерално, већи албедо имају тела прекривена густим облацима или ледом, а мањи тамна стеновита тела. У метеорологији се вредности албеда одређују за различите врсте површине тла. Албедо за тло прекривено шумом износи 5% до 10%, сувом земљом 10% до 15%, травом 25%, свежим снегом 80%. Према сателитским мерењима албедо система Земља – атмосфера износи око 30%.
Људска делатност је изменила албедо (преко крчења шума и пољопривреде, на пример) разних подручја света. Одређивање опсега промене је тешко на глобалном нивоу; нејасно је изазивају ли промене пораст или смањење глобалног загрејавања. „Класичан” пример учинка албеда је повратна веза температуре снега. Ако се подручје покривено снегом загреје, снег се отапа што доводи до смањења албеда, више Сунчеве светлости се упија и температура још више расте. Вреди и обратно: ако се снег ухвати на површини, долази до циклуса хлађења. Јачина учинка албеда зависи од промена у албеду и количини осунчаности; стога учинак може бити изузетно велик у тропским крајевима.

## Неки примери учинка албеда

### Фербанкс, Аљаска
Према податцима прикупљанима 30 година, временска је постаја универзитета у Фербанкс на Аљасци око 3 °C топлија од ваздушне луке у Фербанксу, делом због конфигурације тла, али и због нижег албеда око универзитета због веће концентрације борова и мање отворених подручја под снегом која би одбијала топлоту.

### Тропи
Иако је учинак албеда најпознатији у хладнијим подручјима Земље, јер тамо пада више снега, заправо је много јачи у тропским крајевима, јер је ту сунчево зрачење јаче и снажније. Кад бразилски земљопоседници секу тамну прашуму да је замене још тамнијом обрадивом земљом, просечна температура подручја расте око 3 °C.
| Просечни албедо у Сунчевом систему | Просечни албедо у Сунчевом систему | Просечни албедо у Сунчевом систему |
| ---------------------------------- | ---------------------------------- | ---------------------------------- |
| Небеско тело                       | Геометријски албедо                | Сферни албедо                      |
| Меркур                             | 0,106                              | 0,119                              |
| Венера                             | 0,65                               | 0,75                               |
| Земља                              | 0,367                              | 0,306                              |
| Марс                               | 0,15                               | 0,25                               |
| Јупитер                            | 0,52                               | 0,343                              |
| Сатурн                             | 0,47                               | 0,342                              |
| Уран                               | 0,51                               | 0,3                                |
| Нептун                             | 0,41                               | 0,29                               |
| Плутон                             | 0,6                                | 0,5                                |
| Месец                              | 0,12                               | 0,07                               |
| Енкелад                            | 1,38                               | 0,99                               |
| Албедо разних површина             |                                    |                                    |
| Материјал                          | Албедо                             | Албедо                             |
| Свежи снег                         | 0,80 – 0,90                        | 0,80 – 0,90                        |
| Стари снег                         | 0,45 – 0,90                        | 0,45 – 0,90                        |
| Облаци                             | 0,60 – 0,90                        | 0,60 – 0,90                        |
| Пустиња                            | 0,30                               | 0,30                               |
| Савана                             | 0,20 – 0,25                        | 0,20 – 0,25                        |
| Њива (необрађено)                  | 0,26                               | 0,26                               |
| Травњак (ливада)                   | 0,18 – 0,23                        | 0,18 – 0,23                        |
| Шума                               | 0,05 – 0,18                        | 0,05 – 0,18                        |
| Асфалт                             | 0,15                               | 0,15                               |
| Површина воде (упадни угао > 45°)  | 0,05                               | 0,05                               |
| Површина воде (упадни угао > 30°)  | 0,08                               | 0,08                               |
| Површина воде (упадни угао > 20°)  | 0,12                               | 0,12                               |
| Површина воде (упадни угао > 10°)  | 0,22                               | 0,22                               |

### Ситни учинци
Албедо делује и на мањој скали. Људи који лети носе тамну одећу у већој су опасности од топлотног удара од људи који носе белу или светлу одећу. Албедо борове шуме на 45 °C зими, ако стабла потпуно покривају површину, износи само око 9%, што је међу најмањим вредностима у природним окружењима. За то је делом одговорна боја борова, а делом распршавање светлости у крошњама које снижава укупну количину одбијене светлости. Због продирања светла албедо океана је још нижи, око 3,5%, иако ово битно зависи од упадног угла светлости. Мочварно подручје достиже између 9% и 14%. Листопадна стабла дају око 13%. Травњаци обично имају око 20%. Гола земља зависи од боје тла и може бити само 5% или чак 40%, око 15% је просек за обрадиву земљу. Пустиња или велика плажа обично постижу око 25% али се мењају зависно од боје песка.

### Насељена подручја
Насеља најчешће имају неприродне вредности албеда јер грађевине упијају светлост пре него што она дође до површине. На северу су градови релативно тамни и имају просечан албедо од око 7%, уз мало повећање током лета. У већини тропских земаља градови досежу око 12%.

### Снег
Албедо снега досеже 90%. То је ипак идеалан пример; свеж дубок снег на безличном крајобразу. Изнад Антарктике просек је мало изнад 80%.

### Облаци
Облаци су други извор албеда који утиче на глобално затопљење. Различити типови облака имају различите вредности албеда, теоретски од близу 0% минимума до близу 80% максимума. Климатски модели указују да би Земља, прекривена потпуно белим облацима, имала површинску температуру од око -151 °C. Овај модел, иако несавршен, предвиђа да би за снижење температуре од 5,0 °C, као противмера глобалном затопљењу, „довољно” било повећати укупан Земљин албедо за око 12% додавањем белих облака. Албедо и клима су у неком подручјима већ измењени вештачким облацима. Студија направљена након 11. септембра 2001, кад су све ваздушне луке у САД биле затворене на три дана, показала је локално повећање дневног распона температуре (разлике између дневне и ноћне температуре) од 1 °C.

## Албедо и топлотна равнотежа
Зрачење Сунца пада на планетско тело из једног смера, а одражава се у свим смеровима. Однос одраженог и упадног зрачења зове се албедо. Топлота коју планета прими од Сунца зрачењем зависи од удаљености од Сунца. На средњој удаљености Земље од Сунца (АЈ) кроз 1 m² површине која је постављена нормално на смер Сунчеве светлости пролази у 1 секунди енергија од 1366 J; описана физичка величина, однос снаге зрачења и нормалне површине у случају планета назива се Сунчева константа. За удаљеност од 1 АЈ она, дакле, износи 1366 W/m². Сунчева константа E за неку планету опада с квадратом удаљености. Будући да планета обилази Сунце по елиптичној стази, тренутна вредност упадног зрачења донекле се мења. Стварна вредност Сунчеве константе за Земљу, на врху атмосфере (термосфера), мења се у току године 6,9%, у почетку јануара износи 1,412 kW/m², док у почетку јуна је 1.321 kW/m², будући да се мења удаљеност Земље од Сунца.
Када зрачење падне на небеско тело, један део зрачења зауставља се у атмосфери и материјалу површине, а други део бива одбачен. Светлост која је упијена преображава се у друге облике енергије, загрејава материјал тла, па се касније опет израчи, али у другом подручју таласних дужина. Јачина извора светлости на некој таласној дужини зависи од температуре тела (Стефан—Болцманов закон). Тела ниске температуре, као што су планете, зраче претежно у инфрацрвеном подручју (невидљиво), а у видљивом подручју зрачиће тела усијана као Сунце. Без обзира на детаље у преносу енергије, на разлике у току једне године и на зависност о планетографској ширини, планетско тело мора исту количину енергије коју је прихватило одаслати назад у свемир. Доток топлоте мора бити једнак губитку топлоте. Иначе би се планета у дужим временским размацима или хладила или загријавала (топлотна равнотежа). С обзиром на Сунчеву константу E, доток енергије је:
{\displaystyle E\cdot {R^{2}}\cdot \pi },
јер зрачење пада на површину једнаку пресеку сферног планетског тела којем је полупречник R. Тело са површине губи зрачењем зависно од тога колика му је температура и колика му је површина. Примљена топлота се распоређује се по површини кугле и у постојећој атмосфери, па планета постиже неку просечну температуру. Свемирски простор око планете велика је шупљина и планета у њој зрачи готово као и црно тело. По Стефан-Болцмановом закону јединица површине црног тела зрачи снагом σT4 (σ је Стефан–Болцманова константа, једнака 5,6704 ∙10−8 W m−2 K−4). Ако се изједначи губитак са приспелом енергијом, добија се:
{\displaystyle T=({\frac {E}{4\cdot \sigma }})^{\frac {1}{4}}}
То је равнотежна температура. Она служи за просуђивање топлотног стања планете. Она претпоставља да је Сунце једини извор топлоте за неку планету. У стварности, планете имају у унутрашњи извор топлоте.
Температуру атмосфере може подићи стакленички учинак. Тај учинак је посебно изражен на Венери. Количина зрачења која улази под њезине облаке није већа од количине која улази у Земљину тропосферу, јер иако је Сунце ближе, њезини облаци рефлектују двоструко више него Земљина атмосфера. Сунчево зрачење, које је највеће јачине у видљивом подручју светлости, загрејава тло и приднене слојеве атмосфере. Загрејано тло зрачи, зраци одлазе у свемир и долази до хлађења. Земљино се тло охлади ноћу много јаче ако је ведро и ако нема много водене паре. На Венери постоји увек једнак покривач облака и густе атмосфере, па инфрацрвени зраци које зрачи површина не могу директно да изађу у свемир. Молекули угљен диоксида и, још делотворније, мала количина молекула водене паре упијају инфрацрвено зрачење. У целини, количина Сунчеве светлосне енергије која продре у атмосферу једнака је количини енергије коју у свемир зрачи Венерина атмосфера, али та је равнотежа постигнута при великој топлотној залихи атмосфере. Тај учинак заробљеног зрачења доприноси повишењу температуре и на Земљи и на Марсу, али много мање него на Венери.

### Ефекат стаклене баште
Стакленички учинак или ефект стаклене баште је загрејавање Земљине површине и доњих слојева атмосфере селективним пропуштањем зрачења: Земљина атмосфера пропушта велик постотак видљиве Сунчеве светлости која загрејава Земљу, а део те енергије реемитује се у облику дуготаласног топлотног зрачења назад у атмосферу. Највећи део те енергије апсорбује се у атмосфери молекулима водене паре, угљен-диоксида, те у мањој мери неких других гасова (хлорофлуороугљеници, метан и други) и рефлектује се назад према Земљи. Да нема учинка стакленика, температура би на Земљи била –73 °C. Због повећаног стварања угљен диоксида индустријским процесима последњих се стотинак година учинак стакленика повећава и доводи до опћег загрејавања атмосфере.